# Fathi Missaoui
Fathi Missaoui, född den 8 januari 1974, är en tunisisk boxare som tog OS-brons i lätt welterviktsboxning 1996 i Atlanta. Han slogs ut i semifinalen av tyske Oktay Urkal.